# Сі-Айл-Сіті (Нью-Джерсі)
Сі-Айл-Сіті (англ. Sea Isle City) — місто (англ. city) в США, в окрузі Кейп-Мей штату Нью-Джерсі. Населення — 2104 особи (2020).

## Географія
Сі-Айл-Сіті розташоване за координатами 39°9′14″ пн. ш. 74°41′47″ зх. д. / 39.15389° пн. ш. 74.69639° зх. д. (39.153798, -74.696409).  За даними Бюро перепису населення США в 2010 році місто мало площу 6,56 км², з яких 5,62 км² — суходіл та 0,94 км² — водойми. В 2017 році площа становила 7,13 км², з яких 5,71 км² — суходіл та 1,42 км² — водойми.

### Клімат
| Клімат : Сі-Айл-Сіті    | Клімат : Сі-Айл-Сіті | Клімат : Сі-Айл-Сіті | Клімат : Сі-Айл-Сіті | Клімат : Сі-Айл-Сіті | Клімат : Сі-Айл-Сіті | Клімат : Сі-Айл-Сіті | Клімат : Сі-Айл-Сіті | Клімат : Сі-Айл-Сіті | Клімат : Сі-Айл-Сіті | Клімат : Сі-Айл-Сіті | Клімат : Сі-Айл-Сіті | Клімат : Сі-Айл-Сіті | Клімат : Сі-Айл-Сіті |
| Показник                | Січ.                 | Лют.                 | Бер.                 | Квіт.                | Трав.                | Черв.                | Лип.                 | Серп.                | Вер.                 | Жовт.                | Лист.                | Груд.                | Рік                  |
| Середній максимум, °C   | 5,7                  | 6,8                  | 10,6                 | 16,1                 | 21,2                 | 26,2                 | 28,7                 | 27,9                 | 24,8                 | 19,0                 | 13,8                 | 8,3                  | 17,5                 |
| Середня температура, °C | 1,2                  | 2,3                  | 5,9                  | 11,2                 | 16,3                 | 21,4                 | 24,3                 | 23,6                 | 20,2                 | 14,2                 | 9,1                  | 3,9                  | 12,8                 |
| Середній мінімум, °C    | −3,2                 | −2,2                 | 1,2                  | 6,3                  | 11,4                 | 16,7                 | 19,8                 | 19,3                 | 15,5                 | 9,3                  | 4,3                  | −0,6                 | 8,2                  |
| Норма опадів, мм        | 85                   | 73                   | 108                  | 94                   | 89                   | 81                   | 96                   | 108                  | 88                   | 93                   | 85                   | 94                   | 1095                 |
| Вологість повітря, %    | 66.8                 | 65.4                 | 62.5                 | 62.3                 | 66.6                 | 70.9                 | 70.9                 | 73.3                 | 71.4                 | 70.3                 | 68.2                 | 67.1                 | 68.0                 |
| ----------------------- | -------------------- | -------------------- | -------------------- | -------------------- | -------------------- | -------------------- | -------------------- | -------------------- | -------------------- | -------------------- | -------------------- | -------------------- | -------------------- |
| Джерело: PRISM          |                      |                      |                      |                      |                      |                      |                      |                      |                      |                      |                      |                      |                      |

## Демографія
Згідно з переписом 2010 року, у місті мешкало 2114 осіб у 1041 домогосподарстві у складі 646 родин. Було 6900 помешкань
Расовий склад населення:
| - 98,6 % — білих - 0,2 % — корінних американців - 0,2 % — азіатів - 0,1 % — чорних або афроамериканців |

До двох чи більше рас належало 0,4 %. Частка іспаномовних становила 2,4 % від усіх жителів.
За віковим діапазоном населення розподілялося таким чином: 10,7 % — особи молодші 18 років, 57,0 % — особи у віці 18—64 років, 32,3 % — особи у віці 65 років та старші. Медіана віку мешканця становила 58,1 року. На 100 осіб жіночої статі у місті припадало 97,9 чоловіків;  на 100 жінок у віці від 18 років та старших — 97,4 чоловіків також старших 18 років.
Середній дохід на одне домашнє господарство  становив 83 921 долар США (медіана — 66 683), а середній дохід на одну сім'ю — 103 936 доларів (медіана — 82 438). За межею бідності перебувало 8,8 % осіб, у тому числі 0,0 % дітей у віці до 18 років та 6,5 % осіб у віці 65 років та старших.
Цивільне працевлаштоване населення становило 679 осіб. Основні галузі зайнятості: освіта, охорона здоров'я та соціальна допомога — 28,0 %, роздрібна торгівля — 17,2 %, науковці, спеціалісти, менеджери — 13,1 %, мистецтво, розваги та відпочинок — 12,4 %.